# مقاطعة هوبيو
مقاطعة هوبيو (بالصومالية: Degmada Hobyo)‏) هي إحدى مقاطعات الصومال تابعة لمحافظة مدج وسط الصومال، عاصمتها مدينة هوبيو الساحلية.
تعتبر مقاطعة هوبيو أكبر مقاطعات محافظة مدج

## روابط خارجية
- مقاطعات الصومال
- الخريطة الإدارية لمقاطعة هوبيو